# Vinyl (filme)
Vinyl (de 1965) é um filme experimental dirigido por Andy Warhol. Este filme foi filmado em preto-e-branco, e o seu enredo trata-se de uma adaptação do livro Laranja Mecânica, de Anthony Burgess.
Atores como Gerard Malanga, Edie Sedgwick, Ondine e Tosh Carillo, aparecem no elenco deste filme. Na trilha sonora, o filme traz as músicas "Nowhere to Run" de Martha and the Vandellas, "Tired of Waiting for You" do The Kinks, "The Last Time" do Rolling Stones e "Shout" do Isley Brothers.
Este é um dos filmes mais conhecidos de Andy Warhol, pois foi nele que Edie Sedgwick estreou como atriz. Apesar de Edie Sedgwick ter se destacado neste filme, ela não possui fala ou diálogo durante o filme todo. "Vinyl" foi gravado sem nenhum ensaio, e foi apresentado ao vivo em vários teatros.
Este filme foi incluído no livro 1001 Filmes para Ver Antes de Morrer.